# William Robert Brooks
William Robert Brooks (Maidstone, 11 de junho de 1844 — Geneva, Nova Iorque, 3 de maio de 1922) foi um astrônomo nascido na Inglaterra que depois viveu e trabalhou nos Estados Unidos.
Brooks descobriu treze cometas, dentre eles o 12P/Pons-Brooks e o 16P/Brooks.